# Bahnstrecke Tuchola–Koronowo
| Streckennummer: | 241                  |                                             |                                             |
| Kursbuchstrecke: | zuletzt 434          |                                             |                                             |
| Streckenlänge: | 43,103 km            |                                             |                                             |
| Spurweite: | 1435 mm (Normalspur) |                                             |                                             |
| |                      |                                             |                                             |
| \| \| \| von Wierzchucin (Lindenbusch) \| \| \| \| 0,000 \| Tuchola (Tuchel) \| 110 m \| \| \| \| nach Chojnice (Konitz) \| \| \| \| 7,962 \| Brzuchowo (Bruchau) \| 145 m \| \| \| 12,097 \| Przyrowa (Christinenfelde; seit 1920) \| 145 m \| \| \| 16,510 \| Gostycyn (Liebenau (Westpr)) \| 108 m \| \| \| 18,23 \| Kamienica Pomorska \| 110 m \| \| \| \| von Terespol Pomorski (Terespol/Terzelwald) \| \| \| \| 22,673 \| Pruszcz Bagienica (Prust-Bagnitz) \| 120 m \| \| \| \| nach Więcbork (Vandsburg) \| \| \| \| 27,377 \| Mąkowarsko (Monkowarsk/Mönkenwerth) \| 130 m \| \| \| \| Landesstraße 25 \| \| \| \| 32,543 \| Wilcza Góra (Wolfshöhe/Wolfshöh) \| 129 m \| \| \| \| Landesstraße 25 \| \| \| \| 36,097 \| Buszkowo (Donnermühle) \| 114 m \| \| \| \| vom Schmalspurbahnhof (nach Bydgoszcz) \| \| \| \| \| Anschluss \| \| \| \| 43,103 \| Koronowo (Crone (Brahe)/Krone (Brahe)) \| 82 m \| |                      |                                             |                                             |
| Strecke |                      | von Wierzchucin (Lindenbusch)               | von Wierzchucin (Lindenbusch)               |
| Bahnhof | 0,000                | Tuchola (Tuchel)                            | 110 m                                       |
| Abzweig ehemals geradeaus und nach rechts |                      | nach Chojnice (Konitz)                      | nach Chojnice (Konitz)                      |
| Bahnhof (Strecke außer Betrieb) | 7,962                | Brzuchowo (Bruchau)                         | 145 m                                       |
| Bahnhof (Strecke außer Betrieb) | 12,097               | Przyrowa (Christinenfelde; seit 1920)       | 145 m                                       |
| Bahnhof (Strecke außer Betrieb) | 16,510               | Gostycyn (Liebenau (Westpr))                | 108 m                                       |
| Bahnhof (Strecke außer Betrieb) | 18,23                | Kamienica Pomorska                          | 110 m                                       |
| Abzweig geradeaus und von links (Strecke außer Betrieb) |                      | von Terespol Pomorski (Terespol/Terzelwald) | von Terespol Pomorski (Terespol/Terzelwald) |
| Bahnhof (Strecke außer Betrieb) | 22,673               | Pruszcz Bagienica (Prust-Bagnitz)           | 120 m                                       |
| Abzweig geradeaus und nach rechts (Strecke außer Betrieb) |                      | nach Więcbork (Vandsburg)                   | nach Więcbork (Vandsburg)                   |
| Bahnhof (Strecke außer Betrieb) | 27,377               | Mąkowarsko (Monkowarsk/Mönkenwerth)         | 130 m                                       |
| Strecke mit Straßenbrücke (Strecke außer Betrieb) |                      | Landesstraße 25                             | Landesstraße 25                             |
| Bahnhof (Strecke außer Betrieb) | 32,543               | Wilcza Góra (Wolfshöhe/Wolfshöh)            | 129 m                                       |
| Brücke (Strecke außer Betrieb) |                      | Landesstraße 25                             | Landesstraße 25                             |
| Bahnhof (Strecke außer Betrieb) | 36,097               | Buszkowo (Donnermühle)                      | 114 m                                       |
| Abzweig geradeaus und von rechts (Strecke außer Betrieb) |                      | vom Schmalspurbahnhof (nach Bydgoszcz)      | vom Schmalspurbahnhof (nach Bydgoszcz)      |
| Abzweig geradeaus und nach links (Strecke außer Betrieb) |                      | Anschluss                                   | Anschluss                                   |
| Kopfbahnhof Streckenende (Strecke außer Betrieb) | 43,103               | Koronowo (Crone (Brahe)/Krone (Brahe))      | 82 m                                        |

Die Bahnstrecke Tuchola–Koronowo ist eine ehemalige eingleisige Eisenbahnstrecke in der polnischen Woiwodschaft Kujawien-Pommern.

## Verlauf
Die Strecke verlief vom Bahnhof Tuchola (Tuchel) an der Bahnstrecke Działdowo–Chojnice südwärts über den Bahnhof Pruszcz Bagienica (Prust-Bagnitz; km 22,673) an der Bahnstrecke Świecie nad Wisłą–Złotów nach Koronowo (Crone (Brahe)/Krone (Brahe); km 43,103), wo auch die Schmalspurbahn Bydgoszcz–Koronowo endete.

## Geschichte
Der Abschnitt von Prust-Bagnitz an der am 18. Juni 1909 eröffneten Strecke Vandsburg–Terespol nach Crone an der Brahe, seit 1895 Endpunkt der Schmalspurbahn aus Bromberg, wurde am 3. November 1909 in Betrieb genommen. Der Abschnitt zwischen Tuchel an der 1883 eröffneten Strecke Laskowitz–Konitz und Prust-Bagnitz wurde 1914 eröffnet. Mit der Abtretung des Polnischen Korridors 1920 kam die Strecke erstmals zu den Polnischen Staatseisenbahnen, nach Ende der deutschen Besetzung Polens 1939–1945 im Zweiten Weltkrieg, währenddessen sie zur Deutschen Reichsbahn gehört hat, erneut. Am 23. Mai 1993 wurde der Personenverkehr eingestellt, zum 28. Februar 2011 der Güterverkehr. Die Strecke ist unbefahrbar. Seit 2016 wird der Abschnitt Tuchola–Pruszcz Bagienica als Draisinenstrecke genutzt.